# Philippine Air Force FC
El Philippine Air Force Football Club és un club de futbol filipí pertanyent a la Força Aèria Filipina. El club és afiliat a la Batangas Football Association, de Batangas.

## Història
Participà en la Recopa asiàtica de futbol de la temporada 1993-94, com a campió de la Copa Ugarte.
És un dels clubs més destacats de la United Football League proclamant-se dos cops campió. La temporada 2013 acabà darrer a primera divisió i descendí a segona.

## Palmarès
- United Football League

2010, 2011
- UFL Cup

2009, 2011
- Manila Premier Football League:

1997
- Campionat de les Filipines de futbol:[7]

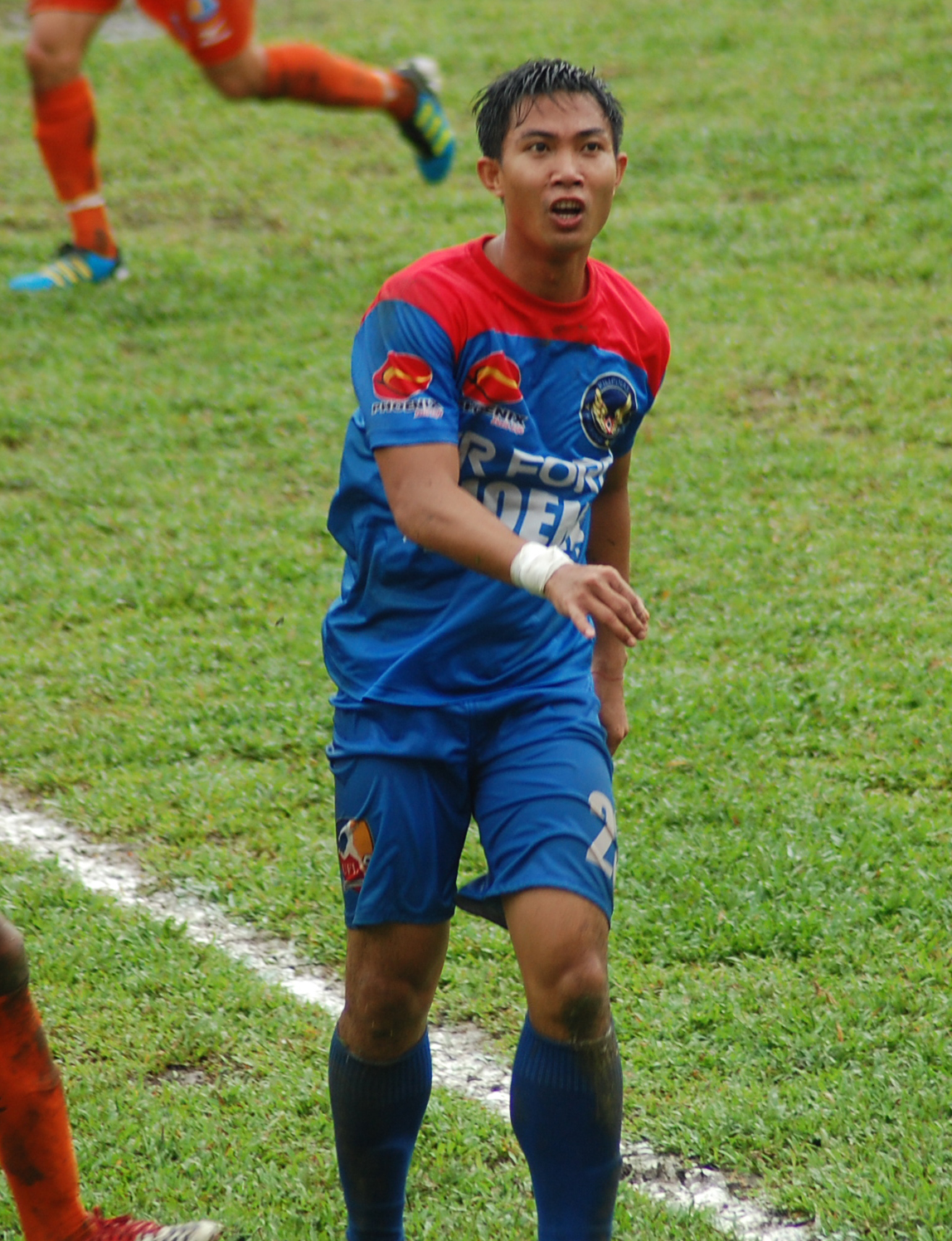
Ian Araneta jugant davant Loyola Meralco Sparks F.C.

1982-83, 1985, 1989